# Autun
Autun [óten] je historické město ve Francii, region Burgundsko-Franche-Comté, département Saône-et-Loire, s asi 15 000 obyvateli (2006). Leží na řece Arroux na okraji lesnaté oblasti Morvan, asi 70 km jihozápadně od Dijonu.

## Historie
Autun (lat. Augustodunum) byl založen císařem Augustem roku 10 př. n. l., od 2. století je zde doložena křesťanská obec a od 3.–4. století biskupství. V době galského císařství nařídil uzurpátor Victorinus někdy mezi roky 269-271 n. l. útok na odbojné město Augustodunum a dal je po dlouhém obléhání vyplenit. Roku 532 se před městem odehrála významná bitva, v níž Frankové porazili Burgundy a Autun se stal jejich hlavním městem. Roku 725 město dobyli a vyplundrovali maurští (umajjádští) nájezdníci, byl to však krajní bod jejich expanze a o sedm let později, po bitvách u Tours a Poitiers se opět stáhli do Španělska. Za stoleté války roku 1379 město zpustošili Angličané.
Na vojenské škole v Autunu studoval Napoleon I. i jeho bratr Josef Bonaparte a pověstný francouzský ministr zahraničí Talleyrand byl autunským biskupem.

## Památky
Autun si do značné míry zachoval středověké hradby s 23 věžemi, které stojí na základech starověké římské hradby v délce asi 6 km. Z římské doby se zachovaly dvě brány (Porte d'Arroux a Porte Saint-André), divadlo pro 17 tisíc diváků a zřícenina chrámu, podle podání zasvěceného bohu Janusovi. Hlavní pamětihodností je románská katedrála sv. Lazara na návrší nad starým městem, vystavěná v letech 1120–1146 a přestavěná po vypálení Angličany roku 1379. V 15. století byla postavena také mohutná střední věž nad křížením. Z původní románské výzdoby se zachovala také řada sochařských detailů, zejména monumentální tympanon západního portálu s výjevy Posledního soudu.

## Galerie

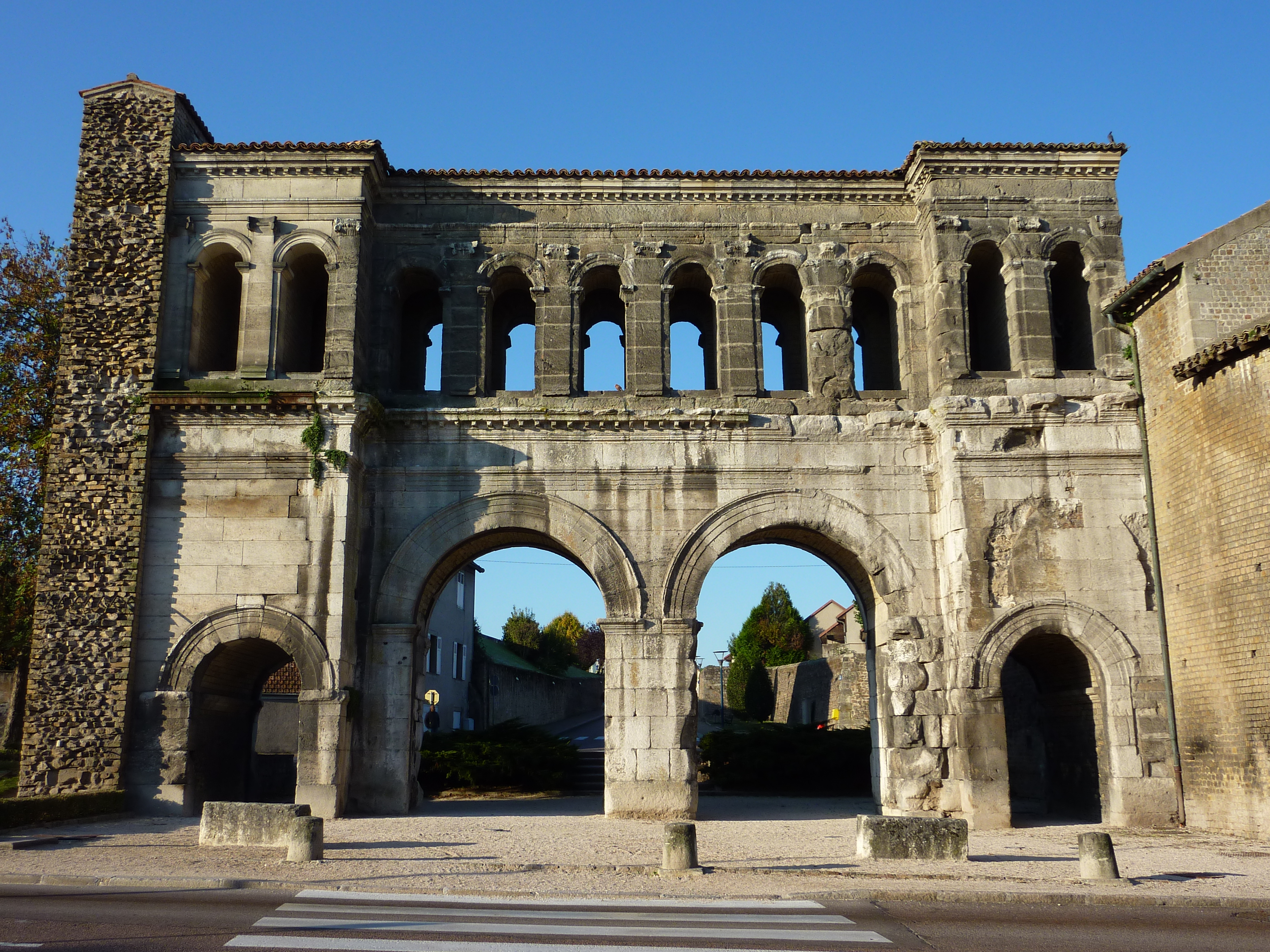
Brána sv. Ondřeje
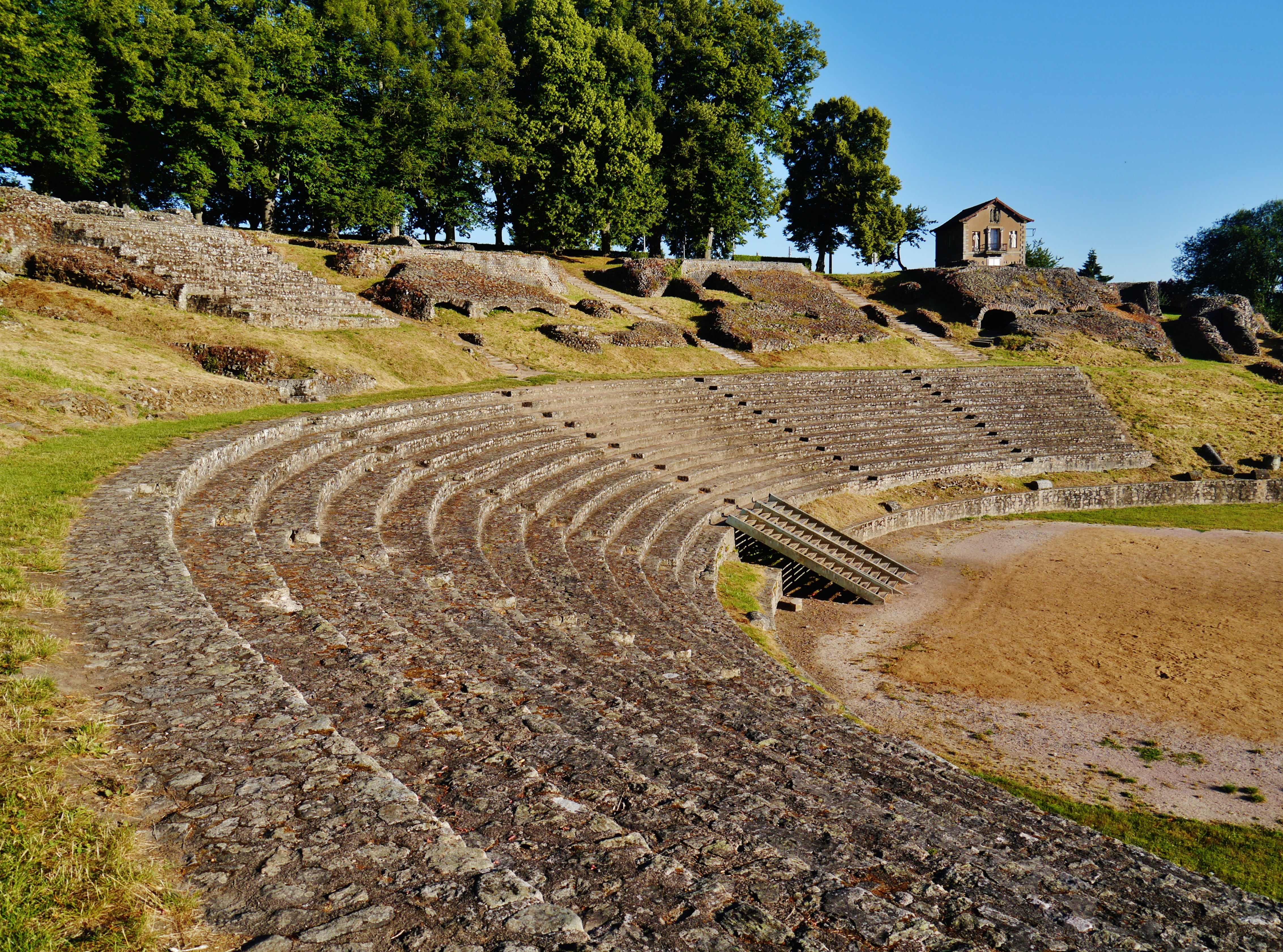
Římské divadlo
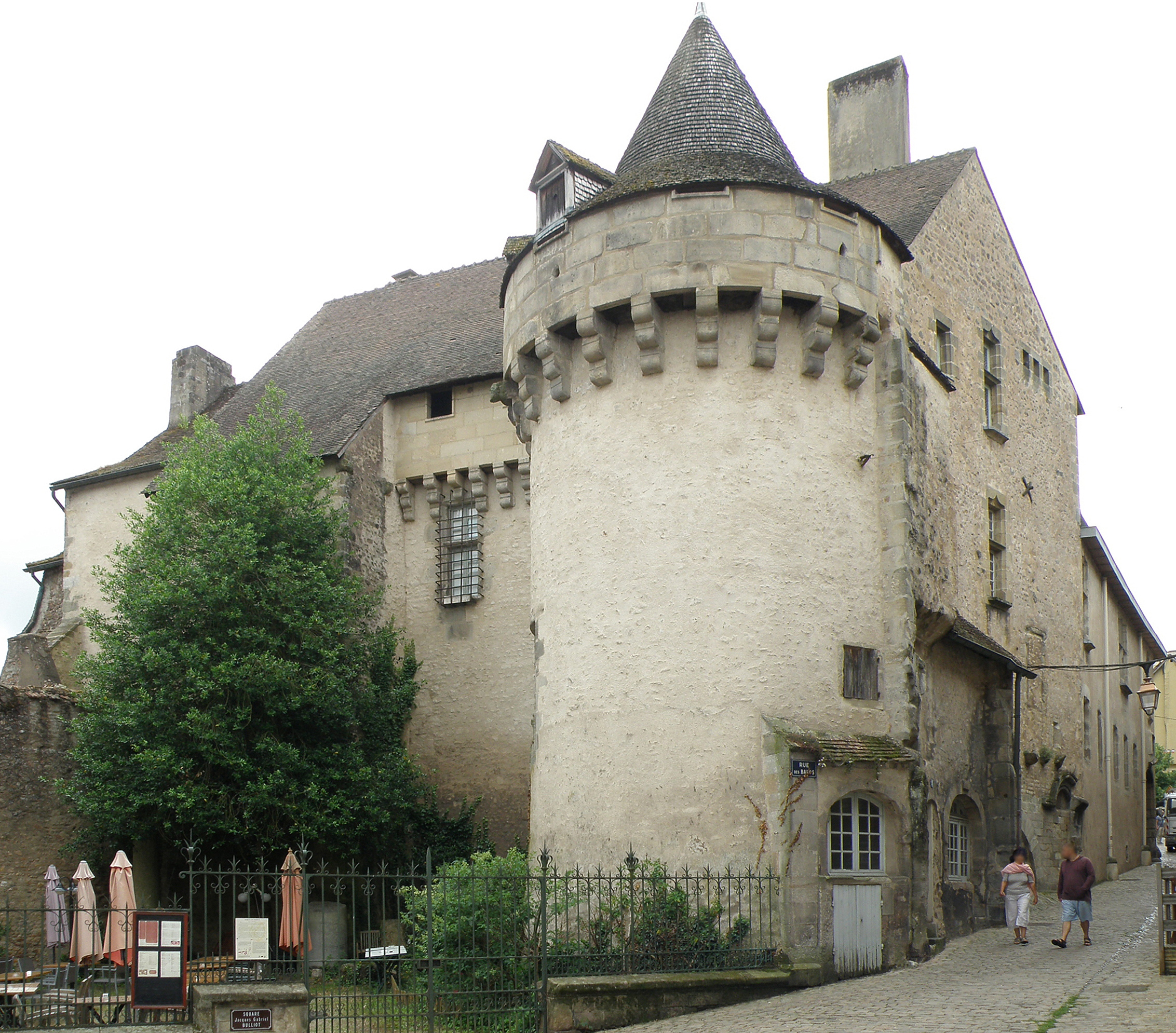
Palác kancléře Rolina
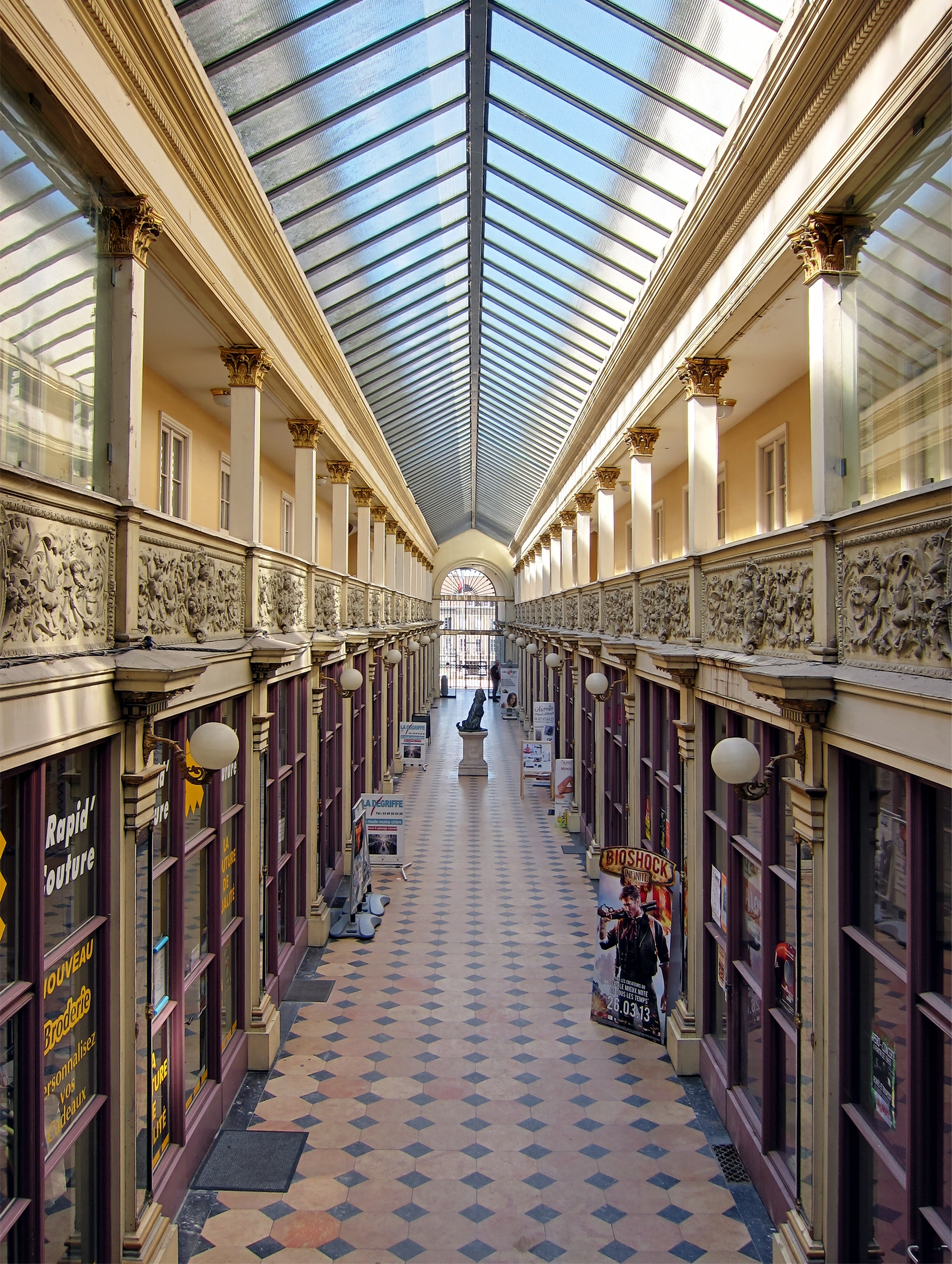
Vysoká pasáž

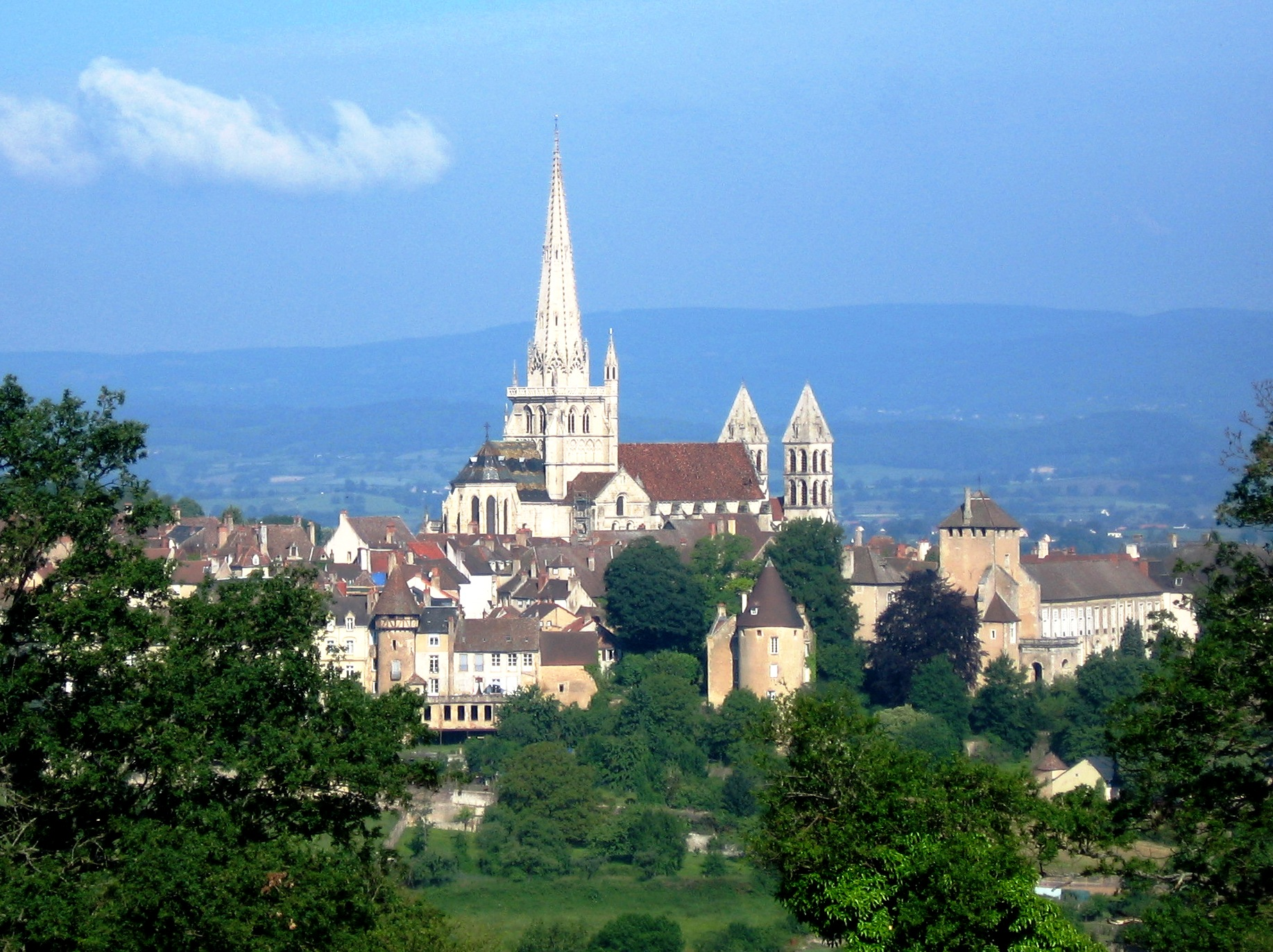
Město s katedrálou od jihovýchodu
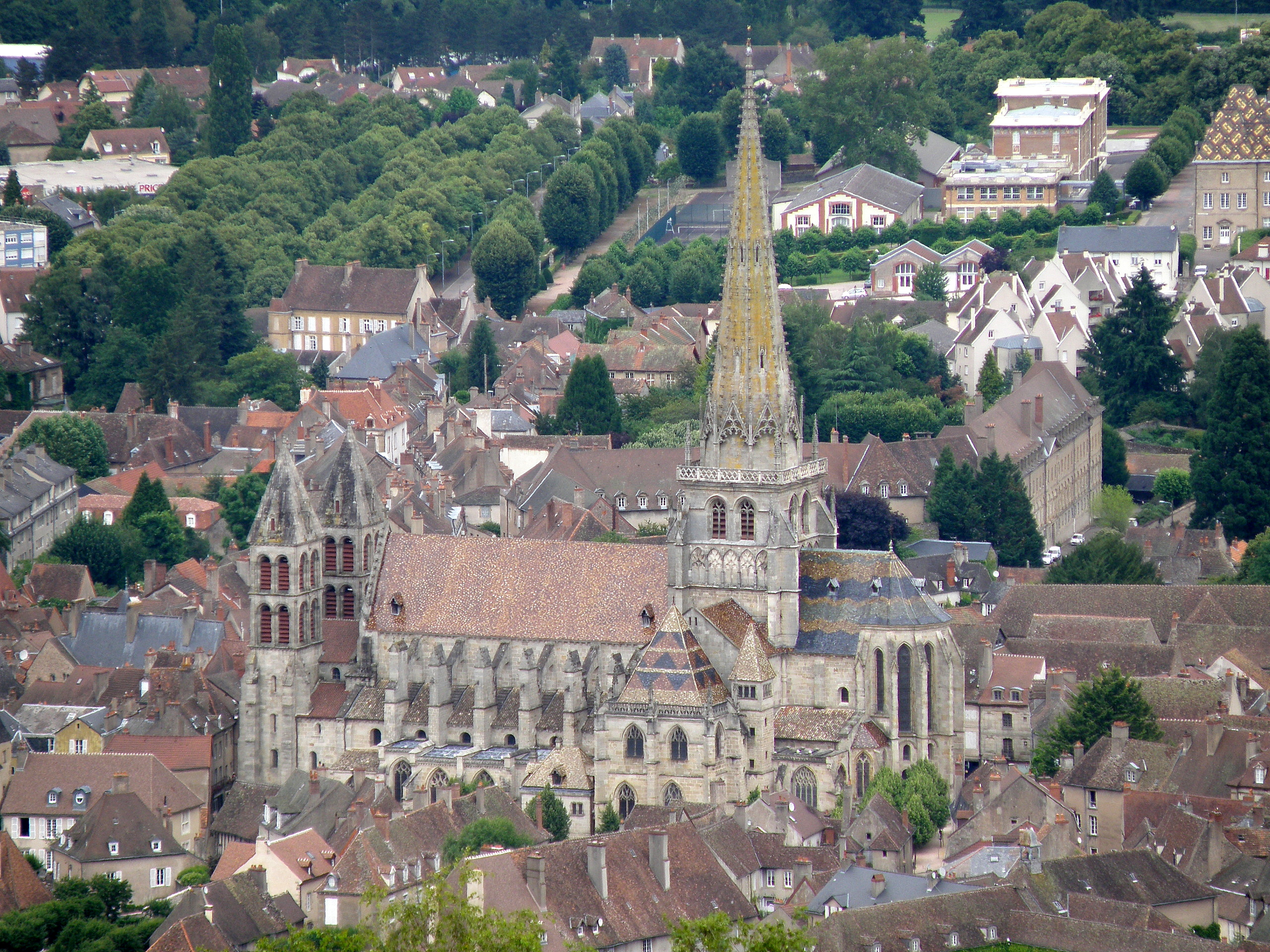
Katedrála od jihu
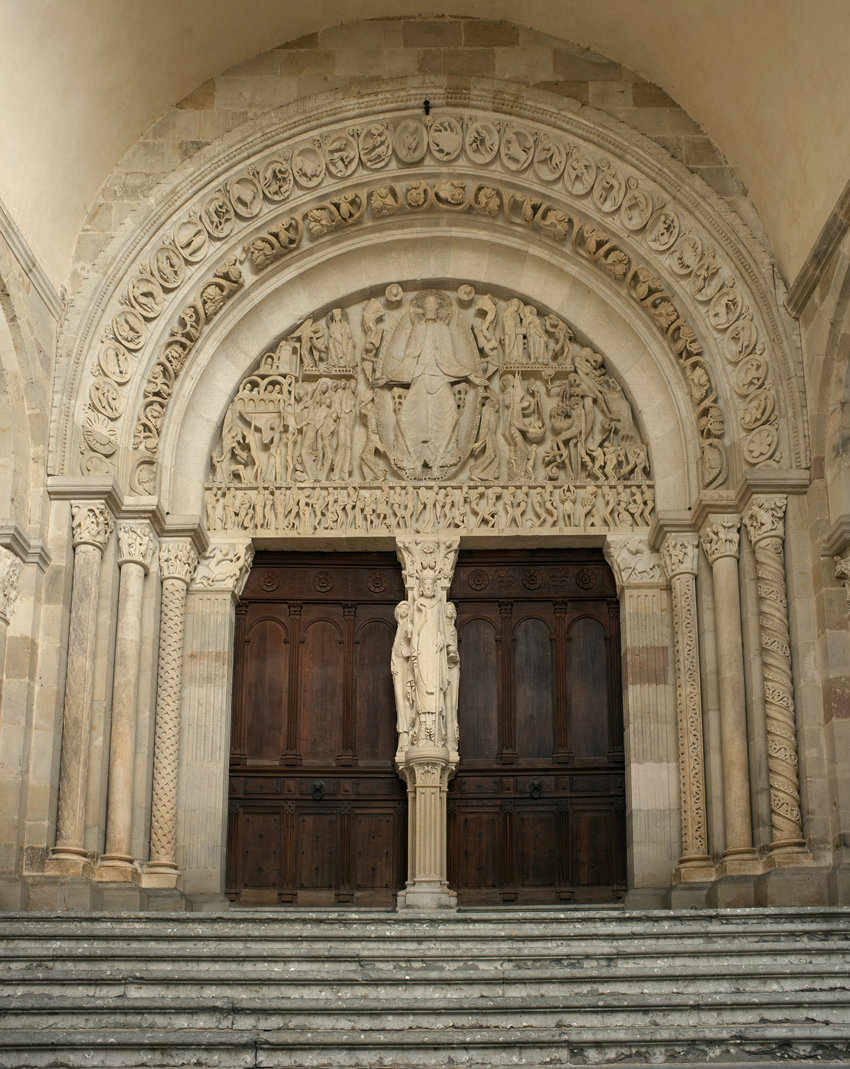
Katedrála, hlavní portál
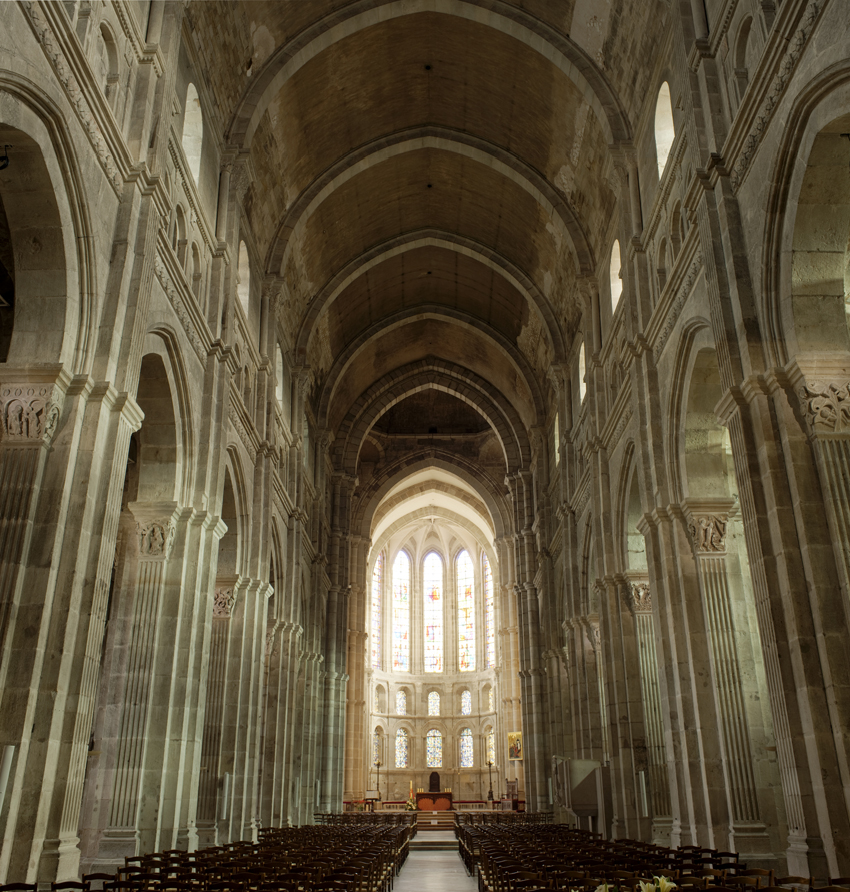
Katedrála, interiér
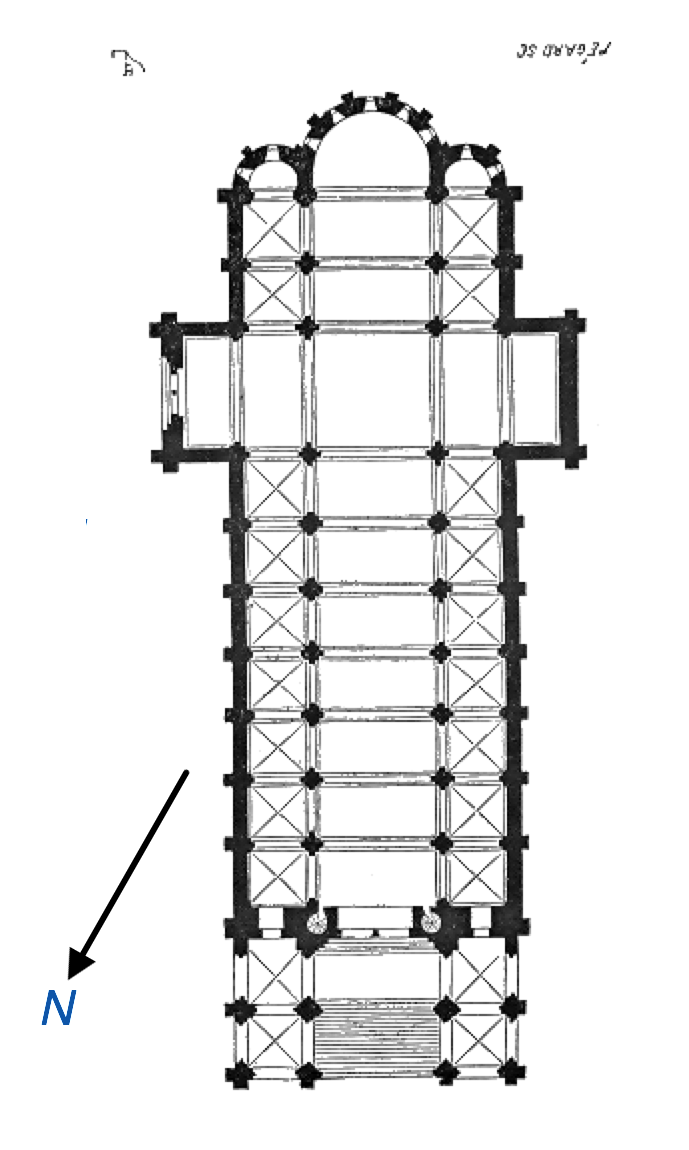
Půdorys

## Partnerská města
- Arévalo, Španělsko
- Ingelheim, Německo
- Kawagoe, Japonsko
- Stevenage, Velká Británie